# Naeviopsis montana
Naeviopsis montana är en svampart som beskrevs av B. Hein 1976. Naeviopsis montana ingår i släktet Naeviopsis, ordningen disksvampar, klassen Leotiomycetes, divisionen sporsäcksvampar och riket svampar.   Inga underarter finns listade i Catalogue of Life.